# Jelle Zijlstra
Jelle Zijlstra (27 d'agost de 1918 - 31 de desembre de 2001) va ser un polític neerlandès del extinct Partit Anti-Revolucionari (ARP) que va servir com primer ministre dels Països Baixos entre el 22 de novembre de 1966 i el 5 d'abril de 1967. Economista de succés, va servir com a President del Banc dels Països Baixos entre l'1 de maig de 1967 i l'1 de gener de 1982. Era molt respectat pel seu coneixement i integritat.